# ایورق
ایورق یکی از روستاهای استان آذربایجان شرقی است که در دهستان تیرچایی بخش کندوان شهرستان میانه و در فاصله ۲۶ کیلومتری میانه واقع شده‌است. روستای ایورق در میان اهالی منطقه به ایوره مشهور است.
جمعیت
بر اساس نتایج سرشماری عمومی نفوس و مسکن مرکز آمار ایران در سال ۱۳۹۵، جمعیت این روستا ۶۱۲ نفر و تعداد خانوار آن، ۱۳۵ خانوار است. مردم این روستا به کشاورزی و دامداری مشغول می‌باشند. از محصولات این روستا می‌توان به لوبیا، سیب و لبنیات این روستا اشاره کرد که از مقبولیت بالایی برخوردار می‌باشند. از دیگر محصولات این روستا می‌توان به گردو، زردآلو، گیلاس، سیب زمینی، گندم، جو، یونجه و... اشاره نمود که در سطح شهرستان میانه به فروش می‌رسد.
همسایگان
روستای ایورق با روستاهای اطراف روابط تنگاتنگی دارد از جمله روستاهای اطراف ایورق می‌توان به روستاهایی نظیر بالسین، خلیفلو، چرن، برزلیق و گاولیق اشاره کرد که با این روستاها مرز مشترک دارد. در ضمن با روستاهایی نظیر ایشلق، اونلیق، قشلاق، دیشاب، حلیمسی و اوشنار هم مرز مشترک ندارد ولی به سبب همجواری با این روستاها مراودات مادی و معنوی دارد. این روستا البته در کوهستان بزگوش با روستای بیجند شهرستان سراب هم‌مرز هستند.
نوع فعالیت مردم
روستای ایورق به دلیل همجوار بودن با رودخانه تیرچایی که از کوههای بزگوش سرچشمه می‌گیرد که بخشی از آن رودخانه یعنی یک پنجم آن به ایورق اختصاص داده شده است و از وسط روستا عبور می‌کند و به زمین‌های حاصل‌خیز و باغات روستا می‌رسد. همچنین بعلت داشتن زمین‌های حاصلخیز مردم این روستا به سمت کاشت لوبیا سوق داده شده اند. البته مردم روستا به غیر از کاشت لوبیا به دامداری و باغداری نیز مشغول هستند.
موقعیت جغرافیایی
این روستا یکی از مهمترین و حاصل‌خیزترین نواحی و روستاهای شهرستان میانه است و از لحاظ جغرافیایی در شمال شهرستان میانه و جنوب غربی شهرستان سراب و جنوب استان اردبیل واقع می‌باشد.
```
*داد و ستد* 
```

روستا از جهاتی بویژه بازار داد و ستد کالاها و اجناس شهرهای مجاور در زمانهای قدیم بسیار با اهمیت بوده است. شهرستان میانه اولین شهری می‌باشد که در مسیر ارتباطی تهران به آذربایجان قرار گرفته و به لحاظ سوق الجیشی یکی از بازارهای غربی کشور را در سنوات گذشته به نام خود به ثبت رسانده است، که این روستا به دلیل قدمت و سابقه و همین‌طور تعداد جمعیت بالا یکی از قطبهای اقتصادی شهرستان میانه برای فروش محصولات کشاورزی خود و خرید مایحتاج بوده است.
جاذبه‌های گردشگری ایورق
روستای ایورق در دامنه کوه بزگوش قرار گرفته است. این کوه بویژه در فصل بهار سرسبز و زیبا می‌شود بخاطر نزدیکی روستا به این کوه، یکی از جاذبه های گردشگری روستا محسوب می‌شود. این کوه علاوه بر تامین آب روستا و تامین مرتع دادمداران در فصول گرم سال، از لحاظ گردشگری هم محل بسیار تماشایی و جلوه‌ای از زیبایی های آفریدگار برای گردشگران و طبیعت دوستان محسوب می‌شود. در قله این کوه وجود یک دشت سرسبز وسیع در کنار دریاچه کوچک بسیار زیبا موجب شده است این جلوه‌های ناب خداوندی دو چندان شوند.
آبگرم ایورق از دیگر جاذبه‌های گردشگری این روستا محسوب می‌شود که سالانه گردشگران زیادی از آن استفاده می‌کنند. این آبگرم در نزدیکی محل تلاقی دو رودخانه خلیفه‌لو تایی و چرن تایی که رودخانه تیرچایی را تشکیل می‌دهند قرار گرفته است. این آبگرم پتانسیل تبدیل شدن به قطب گردشگری در منطقه را دارد ارزش سرمایه‌گذاری دارد. در قدیم قهوه‌خانه و محل استراحتی در کنار این آبگرم توسط یکی از اهالی روستای ایورق(مرحوم حسنعلی بیرامی) برای اهالی منطقه دایر شده بود.
از دیگر جاذبه های گردشگری این روستا می‌توان به آبشار هازارا اشاره نمود. این آبشار یکی از شاهکارهای خلقت در منطفه است و زیبایی های خداوند را به رخ گردشگران می‌کشد. این آبشار نیز توان و پتانسیل تبدیل شدن به قطب گردشگری در منطقه را دارد. این آبشار در جنوبی‌ترین نقطه ایورق و در انتهای دره‌ای بنام مودره(به معنای دره انگور) قرار گرفته است.
دره اوروان از دیگر جاذبه‌های توریستی ایورق می‌باشد. این دره در غرب روستای ایورق قرار گرفته است و مرز بین ایورق و روستاهای برزلیق و حلیمسی می‌باشد. در وسط این دره عمیق رودخانه خیلی کوچکی روان است که از چشمه های متعدد این دره نشات گرفته‌اند. بوته های گون در این دره زیاد است.
چرن دره‌سی در شمال غرب ایورق قرار گرفته است و این دره مرز مشترک ایورق با روستای چرن می‌باشد. در پایین این دره باغات زیادی هستند.
باش‌یوخ دره شمالی ترین بخش از زمینهای دیمی روستا هست و در کنار تپه‌ای قرار گرفته است. این دره در بعدازظهرها ساعت کاری برای اهالی محسوب می‌شود و از سایه افتاده بر پهنه شرقی این دره اهالی به ساعت حدودی پی‌ می‌برند.
باغات ایورق که از روبروی روستای خلیفلو شروع می‌شوند و بر پهنه غربی دره تیرچایی آرمیده‌اند و کل مرز شرقی روستا را به خود اختصاص داده‌اند باعث زیبایی بیش از حد روستا شده است و هم اندازه این باغات در پهنه شرقی تیرچایی یعنی سمت بالسین باغات روستای بالسین قرار گرفته‌اتد که  زیبایی این منطقه را دوچندان کرده است و از این باغات محصولات فراوانی را بدست می‌آورند.
آب و هوای روستا
روستای ایورق به دلیل قرار گرفتن در دامنه کوه‎های بزگوش از آب و هوای معتدل و نسبتا کوهستانی برخوردار است. در این روستا از دو جهت باد می‌وزد. بادی که از سمت تیرچایی و باغات مشرف بر آن یعنی از شرق به غرب می‌وزند به باد مه یلی معروف است که رطوبت بیشتری دارد و منطقه را خنک‌تر می‌کند و برای پربار بودن محصولات کشاورزی به ویژه در فصول گرم سال موثر است. باد دوم که به گرمیج یلی مشهور است از سمت غرب به شرق در جریان می‌افتد که بدلیل نداشتن رطوبت کافی و خشکی بیش از حد و نیز گرمی بیش از حد در رسیدن مخصولات کشاورزی موثر واقع می‌شود.
رودخانه تیرچایی
رودخانه تیرچایی که حیات روستا به آن والسته است از کوههای بزگوش سرچشمه می‌گیرند. این کوهها چشمه‌های فراوانی دارد که پس از سرازیر شدن از سرچشمه اصلی و به هم پیوستن رودخانه‌ پر آب تیرچایی را تشکیل می‌دهند. این رودخانه در روبروی روستای خلیفلو در محلی بنام بند به ۵ بخش تقسیم شده و یک بخش آن به ایورق و ۴ بخش آن به روستای بالسین اختصاص می‌یابد‌. در سالهای کم‌آبی و خشکسالی کشاورزان با کمبود آب مواجه می‌شوند و به همین دلیل در سالهای اخیر ۴ حلقه چاه همیق هم حفر شده است تا کمک حال کشاورزان باشد. اطراف این روستا دارای چشمه‌های آب طبیعی متعددی با نامهای قدیمی و شناخته شده می‌باشد که به عنوان مثال می‌توان از تولکی بلاغی و آق سو نام برد.
```
*شیوه اداره کردن* 
```

روستا در زمان‌های قدیم بصورت حکومت خانی اداره می‌شده که با بوجود آمدن اصلاحات ارضی در دهه ۴۰ هجری شمسی توسط محمدرضا شاه و تقسیم شهرها به نواحی‌های مختلف، روستاها نیز از این اصلاحات بی‌بهره نمانده و خان‌ها تبدیل به کدخدایان معتمد و ریش سفیدان روستا شدند، که روستای ایورق نیز از این امر مستثنی نبوده و کدخدایان متعددی به خود دیده است.
دفاع از اسلام و انقلاب
ایورق از نظر مبارزات اوایل انقلاب و همینطور هشت سال دفاع از آن همواره در صف مقدم جبهه ها بوده و فداکارانه شهدای عزیزی را تقدیم این انقلاب نموده است که تعداد آنها نیز ۴ شهید عزیز و یک شهید جانباز می‌باشد.